# Jagódka (dopływ Sanu)
Jagódka (wg encyklopedii PWN Jagoda) – struga, lewobrzeżny dopływ Sanu o długości 10,63 km i powierzchni zlewni 17,79 km².
Struga płynie przez gminę Leżajsk, przepływa przez Lasy Leżajskie, w których ma swoje źródła, Leżajsk i Stare Miasto, gdzie uchodzi do Sanu. W Leżajsku na strudze utworzono sztuczny zalew. Struga jest miejscem występowania bobrów. Dawniej nazywana była Młynówką (w XVI wieku na tej strudze były 3 młyny).